# Billy Crone
Billy Crone, né le 31 août 1863 à Belfast en Irlande du Nord et décédé le 8 novembre 1944, est un joueur de football professionnel. Il a joué toute sa carrière professionnelle dans le club de Belfast de Distillery FC. Il en a été plus tard l’entraineur. Crone a été 12 fois sélectionné en Équipe d'Irlande de football et il y a marqué 1 but.
Après avoir arrêté sa carrière de footballeur, Billy Crone est devenu l’entraineur de Distillery et a épisodiquement tenu le rôle d’entraineur de l’équipe d'Irlande de football
Le 20 février 1897 il est le premier entraineur de l’histoire du football moderne à tenir le rôle d’entraineur d’une équipe nationale.

## Sa carrière de footballeur

### Distillery FC
Crone a joué 16 saisons pour le club de Distillery FC en tant que défenseur. Il y eut comme coéquipier des joueurs comme Olphert Stanfield et Jack Reynolds. Il pouvait jouer à n’importe quel poste de la défense, même s'il était fréquemment milieu gauche ou défenseur gauche. Il a joué 290 matchs officiels pour le club et a contribué à la conquête de 4 Coupes d’Irlande.
Il a participé à la première saison du championnat d'Irlande en 1890-91 et joué en tout 35 matchs du championnat avant de prendre sa retraite en 1893.

### Matchs internationaux
Entre 1882 et 1890, Crone est sélectionné 12 fois en équipe d'Irlande de football. Il fait ses débuts le 12 février 1882 alors qu’il n’a pas encore 18 ans lors de la défaite 7 buts à 1 contre le Pays de Galles. C’était le deuxième match international de l’équipe d’Irlande. Il devient un joueur régulier de l’équipe pour les huit saisons suivantes.
Le 7 avril 1888 il marque son seul but international lors de la défaite 5-1 contre l’Angleterre. 
Ses douze sélections internationales se sont toutes soldées par des défaites.

## Palmarès
- Coupe d'Irlande de football
  - Vainqueur 1883-84, 1884-85, 1885-86, 1888-89: 4